# Diarrhée épidémique porcine
La diarrhée épidémique porcine  ou PED (pour Porcine Epidemic diarrhea en anglais) est une gastro-entérite virale aiguë, maladie animale (épizootie proche de la gastro-entérite transmissible (GET) qui ne semble toucher que les porcs. Elle est causée par  un coronavirus du genre Alphacoronavirus (le virus de la diarrhée épidémique porcine ou virus de DEP ou VDEP),.
Cette maladie émergente (en Europe dans les années 1980, mais le virus n'y a pas été revu depuis 1990 environ) et Amérique est enzootique dans de nombreux pays d’Asie orientale. Sa diffusion épidémique pourrait avoir été récemment favorisée par les conditions de vie des porcs (promiscuité et faible diversité génétique) dans les grands élevages industriels. Elle est contagieuse et la diarrhée cause une mortalité pouvant atteindre 100 % chez les porcelets non sevrés, mais les adultes y résistent mieux. Ce virus peut rapidement muter pour s'adapter aux réponse immunitaires des porcs.
Les symptômes sont une grave de diarrhée profuse et très aqueuse sans mucus ni sang et ceux de la déshydratation.  Selon les connaissances disponibles, ce virus et cette maladie ne sont pas transmissibles à l'Homme. Les autres espèces animales ne peuvent pas non plus en être affectées
Cette maladie n’est pas à déclaration obligatoire au niveau de l’OIE (Organisation mondiale de la santé animale).

## Histoire
Ce virus « peu résistant aux conditions extérieures », a été découvert en Europe,  à partir de la description de premiers cas au début des années 1970 en Angleterre (Oldham, 1972). La maladie a alors été nommée « diarrhée épidémique virale ». Au début les porcelets sous la mère n'étaient pas touchés, mais lors des épidémies suivantes, ils l'ont été. 
L'agent (coronavirus) n'a été identifié qu'en 1978 et le syndrome a été renommé “Diarrhée épidémique porcine” (DEP),. 
La maladie est ensuite devenue de plus en plus problématique aux États-Unis et en Asie en Corée, Chine, Japon, les Philippines et Thaïlande. 
La maladie est considérée comme absente en Europe, et le virus n'avait jamais été détecté en Amérique du Nord, mais les États-Unis sont officiellement touchés par le virus depuis 2013, de même que plusieurs zones d'Amérique centrale et du sud (Mexique, Colombie, République Dominicaine et Pérou ), et plus au nord le Canada est depuis 2014.

### En Amérique du Nord
Les variants circulant en Amérique du Nord en 2013 sont très virulents, touchant des porcs de tous âges (parfois avec des vomissements) et tuant jusqu'à 100 % des porcelets « sous la mère ».
En 2013, les épidémiologistes cherchaient à retrouver, le cas index (responsable de l'origine de la contamination).  Un site d’engraissement situé dans l’Ohio semble être le premier à avoir subi l'épidémie, qui s'est ensuite rapidement étendue à plus de 200 autres élevages  porcins (en quelques mois), particulièrement suivie par l’AASV (American Association of Swine Veterinarians). 
En 2014, plus de 200 sites porcins étaient signalés infectés aux États-Unis, principalement situés dans les États où l'élevage porcin est le plus densément présent : Iowa, Minnesota, Indiana puis plus tardivement Oklahoma (60 cas en quelques mois). Quelques cas ont aussi été signalés en Ohio, Colorado, Missouri, Illinois, Michigan, Nebraska et Dakota du sud.
Le séquençage de ce virus a montré plus de 99 % d’homologie avec le génome d’un autre virus de DEP, décrit en Chine en 2012.

### En Europe
Ce virus a « sévi de manière importante en France dans les années 1970-1980 »
Les enquêtes sérologiques faites par les autorités vétérinaires de plusieurs pays européens (Belgique, Angleterre, Allemagne, France, Pays-Bas, Suisse, Bulgarie) ont montré dans les années 1980 que le virus était en réalité largement diffus dans les cheptels porcins. 
Dans les années 1990, la prévalence du virus a diminué dans ces pays européens mais quelques foyers sporadiques ont été signalés jusqu'à la fin de cette décennie, avec toutefois des épidémies moins sévères que celles qui sévissaient au Japon ou en Corée). 
De 2000 à 2014, la maladie semble ne plus se manifester, sauf en Italie de mai 2005 à juin 2006 où des porcs d'âges variés en sont morts (dans au moins 63 élevages où la présence virale a été confirmée par microscopie électronique, RT-PCR et diagnostic sérologique. Dans les élevages naisseurs, des truies et leurs porcelets étaient touchés, avec une mortalité moyenne était pour les porcelets nouveau-nés des élevages classiques de 11,9 %, atteignant 34 % au pic de l’épizootie dans l’élevage. Les vétérinaires ont noté qu'en fin de cette épizootie, le taux de mortalité induit par cette forme de diarrhée est resté supérieur à ce qu’il était avant elle.
Dans les élevages post-sevreurs et engraisseurs, la morbidité pouvait atteindre de 20 à 80 % mais avec une mortalité presque nulle. Il a aussi été constaté qu'au sein d'un élevage, la durée de l’épidémie variait beaucoup de quelques semaines à plusieurs mois), selon le nombre de porcs et le type d'élevage. Le virus pourrait cependant un jour réapparaître en Europe, avec des conséquences économiques difficilement prévisibles.

## Épidémiologie
Le virus est en Asie plutôt responsable d'une enzootie associée à une population de truies partiellement immunisée, avec apparition ponctuelles de foyers épizootiques locaux.
La dose infectante est faible et la contagion est réputée se faire entre porcs sur le mode féco-oral, de manière prépondérante, et peut-être exclusive. Selon l'IFIP-Institut du porc, ce virus à ARN est  « excrété très rapidement, en très grande quantité et longtemps dans les fèces, jusqu’à 28 jours après la disparition des signes cliniques. Après infection, le virus est très présent dans l’environnement de l’élevage : il a été isolé sur les murs, sols, auges, bottes et également dans des aérosols ».  
Après le pic d'épidémie, l'état post-épizootique est généralement une persistance enzootique de diarrhées chez les porcs en croissance d’âge supérieur.
Une étude américaine a conclu que le virus pouvait survivre 1 semaine dans l’eau à 25 °C, mais que qu'il était inactivé par 2 semaines de stockage de l'eau et selon l'institut du porc, certains animaux (chiens, chats, oiseaux, insectes, rongeurs (et mouches ?) sont des vecteurs indirects par portage externe .

## Symptômes et Diagnostic
La diarrhée profuse et aqueuse peut toucher toutes les classes d’âges, avec parfois des vomissements chez les porcelets et/ou les truies. Les animaux malades présentent aussi de la fièvre, une anorexie  et un comportement léthargique.
Il est presque impossible de cliniquement différencier la DEP de cas d'infection par des virus de la GET. 
La DEP est confirmée par une détection directe de l’antigène ou du virus (recherché dans des échantillons de fèces ou de  cellules épithéliales du petit intestin de porcelet (idéalement 24 h après le début de diarrhée aiguë), associée à une réponse sérologique. 
Le virus peut aussi être observé par des experts au microscope électronique à partir d'échantillons de fèces après agrégation avec des antisérums spécifiques de porcs convalescents.
Selon l'ESA en 2013, « l’isolement viral sur culture cellulaire est difficile mais possible sur cellules Vero ou PK15. La RT-PCR reste la méthode la plus sensible et la plus spécifique, en routine en Corée et au Japon). La détection d’anticorps spécifiques peut se faire par IPMA (immunoperoxidase monolayer assay) ou ELISA ».

## Morbidité
Au moment le plus fort de l’épizootie, le taux de morbidité peut atteindre 100 % et le taux de mortalité est généralement le plus élevé chez les porcelets sous la mère (50 % en moyenne, et jusqu'à 100 %). 

## Mesures, traitement et  contrôle
Il n'existe pas de traitement antiviral connu pour ce virus.
Le traitement est donc symptomatique, visant à prévenir la déshydratation, surtout chez les jeunes porcs, en utilisant des produits tels que des électrolytes et des suppléments énergétiques. 
Les mesures de biosécurité visent à limiter les risques d’introduction et de circulation du virus dans le cheptel : la mise en quarantaine des porcs malades est nécessaire, de même qu'un protocole strict de désinfection et un bon suivi vétérinaire.